# Matthew Watkins
Pour les articles homonymes, voir Watkins.
Pas d'image ? Cliquez ici

a Compétitions nationales et continentales officielles uniquement.

b Matchs officiels uniquement.
Matthew Jason Watkins, né le 2 septembre 1978 à Newport (Pays de Galles) et mort le 7 mars 2020, est un joueur international gallois de rugby à XV évoluant au poste de trois-quarts centre. 
Durant sa carrière, il évolue avec les Gallois des Llanelli Scarlets et le club anglais de Gloucester RFC avant de terminer sa carrière avec les Gallois de Newport Gwent Dragons.

## Carrière
Matthew Watkins a disputé son premier test match le 14 février 2003, contre l'équipe d'Italie.
Il a joué avec les Llanelli Scarlets en Coupe d'Europe (4 matchs en 2004-2005) et en Celtic league.
Matthew Jason Watkins meurt des suites d'un cancer à l'âge de 41 ans le 7 mars 2020.

## Palmarès
- 18 sélections
- Sélections par année : 6 en 2003, 5 en 2005, 7 en 2006
- Tournois des Six Nations disputés : 2003, 2006